# Partido judicial de Amurrio
El partido judicial de Amurrio  es el partido judicial n.º 1 de la provincia de Álava   y uno de los dos partidos en los que se divide dicha provincia, en la comunidad autónoma del País Vasco, España.

## Ámbito geográfico
Comprende los municipios de:
- Amurrio
- Arceniega
- Ayala
- Llodio
- Oquendo
- Urcabustaiz
- Valdegovía